# بگذار یک موضوع باشد
بگذار یک موضوع باشد (به هندی: Baat Ban Jaye) فیلمی هندی محصول سال ۱۹۸۶ و به کارگردانی بهارات رانگاچاری است. در این فیلم بازیگرانی همچون سانجیو کومار، میتون چاکرابورتی، اوتپال دوت، راج بابار، آمل پالکار، زینت امان، آریونا ایرانی، شاکتی کاپور و جلال آقا ایفای نقش کرده‌اند.